# Kersen (hout)

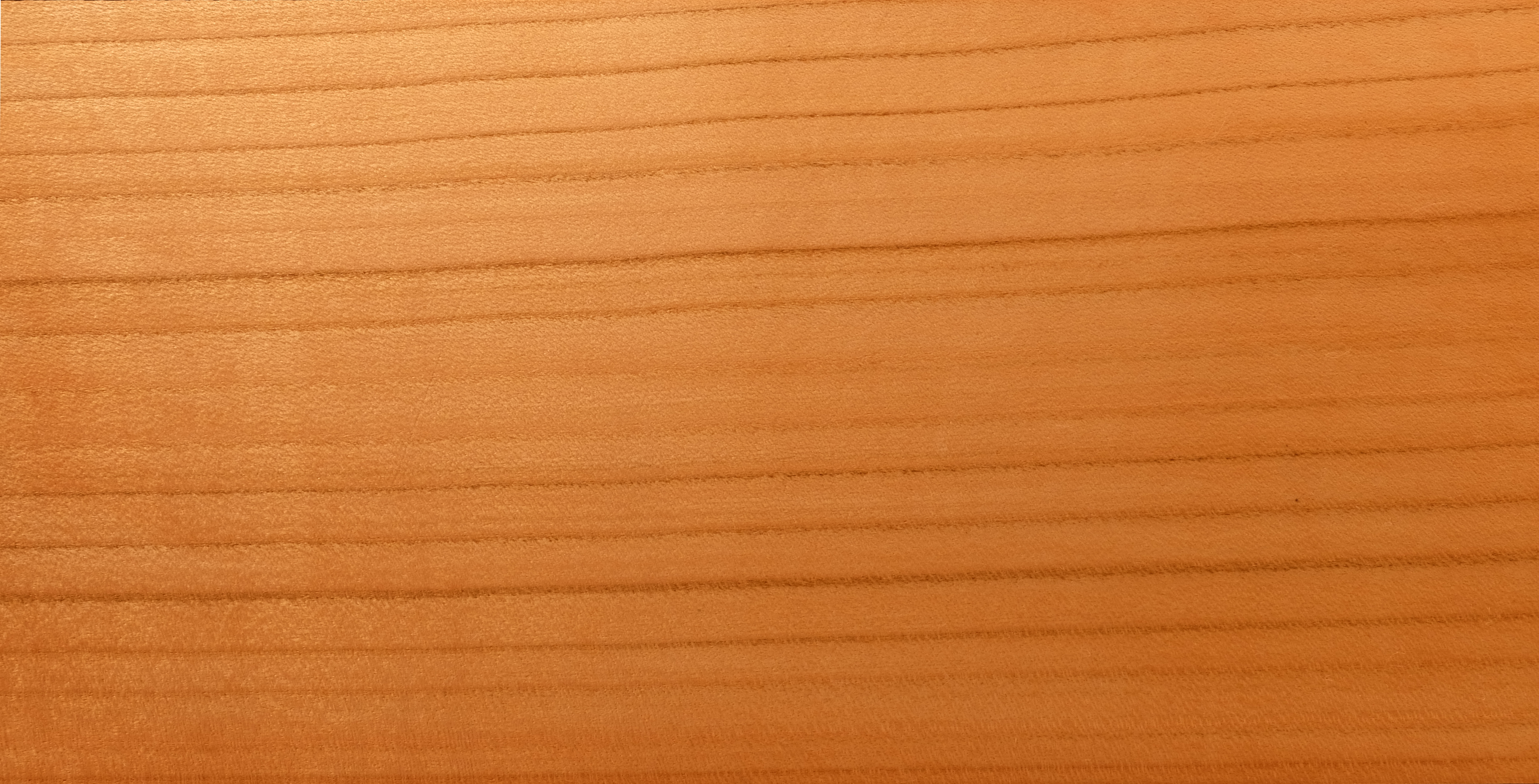
Kersen

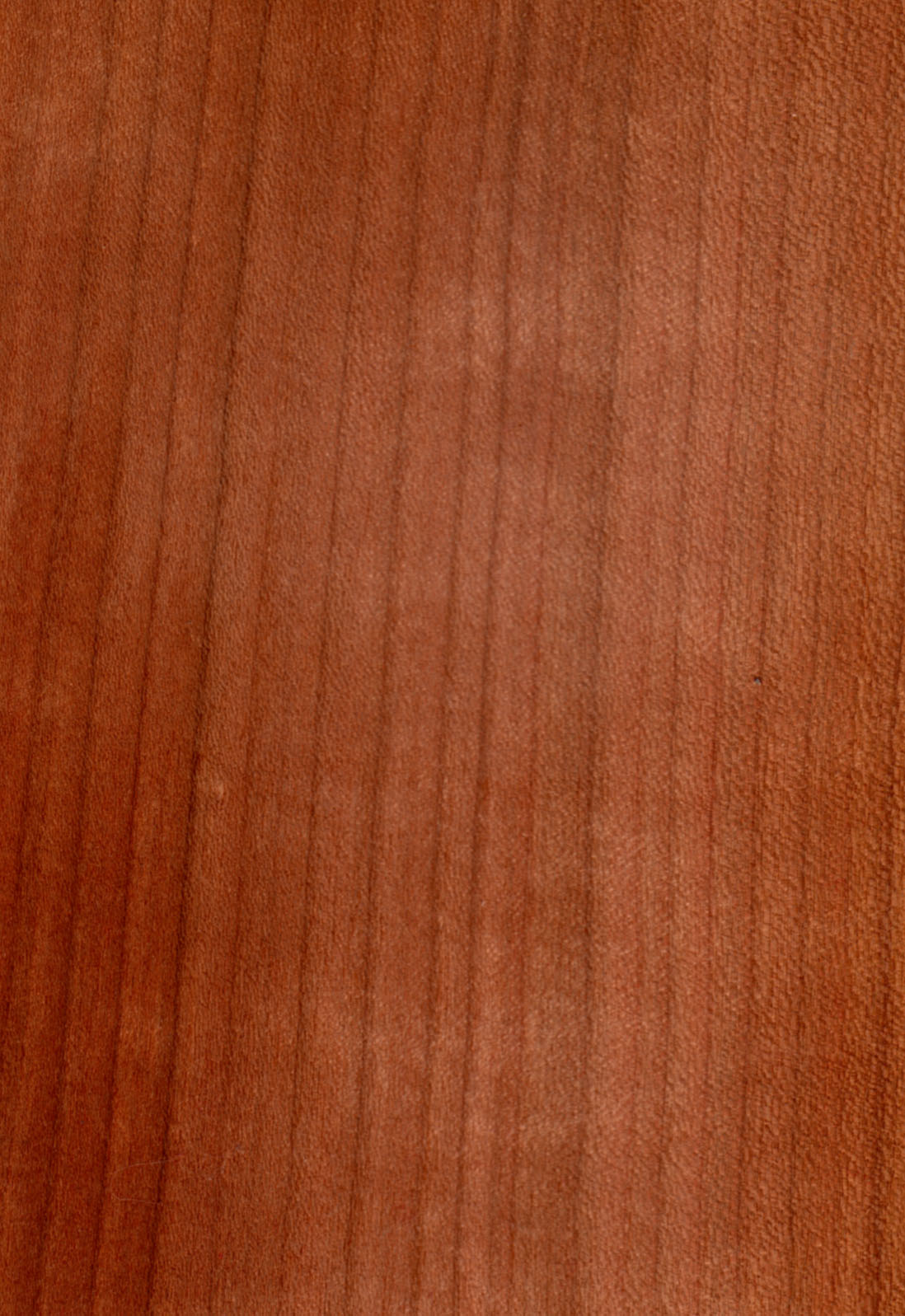
Kersen

Kersen, of ook wel kersenhout is een houtsoort. Oorspronkelijk werd hiermee gedoeld op het hout van de zoete kers (Prunus avium). In de tijd dat kersenboomgaarden in Europa hoogstamboomgaarden waren, leverde deze soort een zeer gewaardeerd hout, geschikt voor meubels, maar met het verdwijnen van hoogstamboomgaarden is dit hout grotendeels van de markt verdwenen.
Het hout in de handel wordt in de regel uit de Verenigde Staten geïmporteerd en is afkomstig van Prunus serotina. In de Verenigde Staten is dit een bosboom, anders dan in Nederland, waar ze aangeplant is als struik.
Kersen is geelbruin van kleur, goed te bewerken en af te werken. De beide soorten zijn niet helemaal gelijk van uiterlijk. Het hout wordt vooral gebruikt in meubelen en decoratieve toepassingen, ook in kleine producten.